# Huyết học
Huyết học là phân ngành y học quan tâm đến việc nghiên cứu, chẩn đoán, điều trị và phòng các bệnh liên qua đến máu. Huyết học cũng bao gồm nghiên cứu về nguyên nhân bệnh học.
Những người chuyên ngành trong lĩnh vực này được gọi là các bác sỹ huyết học. Công việc thường ngày của họ chủ yếu bao gồm chăm sóc và điều trị cho các bệnh nhân mắc các bệnh lý huyết học. Bên cạnh đó, một số người cũng có thể làm việc tại phòng thí nghiệm huyết học để xem các mẫu máu và các lát mô tủy xương dưới kính hiển vi, để giải thích các kết quả của những bài kiểm tra huyết học và các bài kiểm tra đông máu khác nhau. Tại một số cơ sở, các chuyên gia huyết học cũng quản lý phòng thí nghiệm huyết học.